# Biesdorfer Baggersee
Der Biesdorfer Baggersee im Berliner Ortsteil Biesdorf-Süd ist einer der größten Baggerseen im Raum Berlin.

## Landschaft
Der Biesdorfer Baggersee liegt in einem weitgehend bebauten Umfeld. Wenige Meter westlich seines Ufers befindet sich eine Großfilteranlage für Regenwasser. Um den Baggersee verläuft ein rund 1400 Meter langer Weg, der über mehrere Zugänge zum See verfügt. Das Ufer ist an den meisten Teilen des Sees mit Schilf, Bäumen und anderen Pflanzen bewachsen. Nur im Norden ist der Uferbereich durch einen Zaun vor dem Betreten geschützt. Im Süden des Gewässers befinden sich zwei getrennte Sandstrände, die jedoch nicht zum Baden freigegeben sind. Am See wurden mehrere Liegen aus Holz installiert und ein Volleyballplatz angelegt. Die im Baggersee häufig vorkommenden Fischarten sind Karpfen, Hecht und Plötze.

## Entstehung
Der Biesdorfer Baggersee entstand ursprünglich im 19. Jahrhundert als Kiesgrube, aus der Sand und Kies für die Neubaugebiete in der Umgebung abgetragen wurden. Als der Abbau eingestellt wurde und alle Maschinen abtransportiert waren, füllte sich die Grube mit Grund- und Regenwasser. Heute ist der Biesdorfer Baggersee ein Biotop, in dem viele Tiere und Pflanzen leben.

## Nutzung

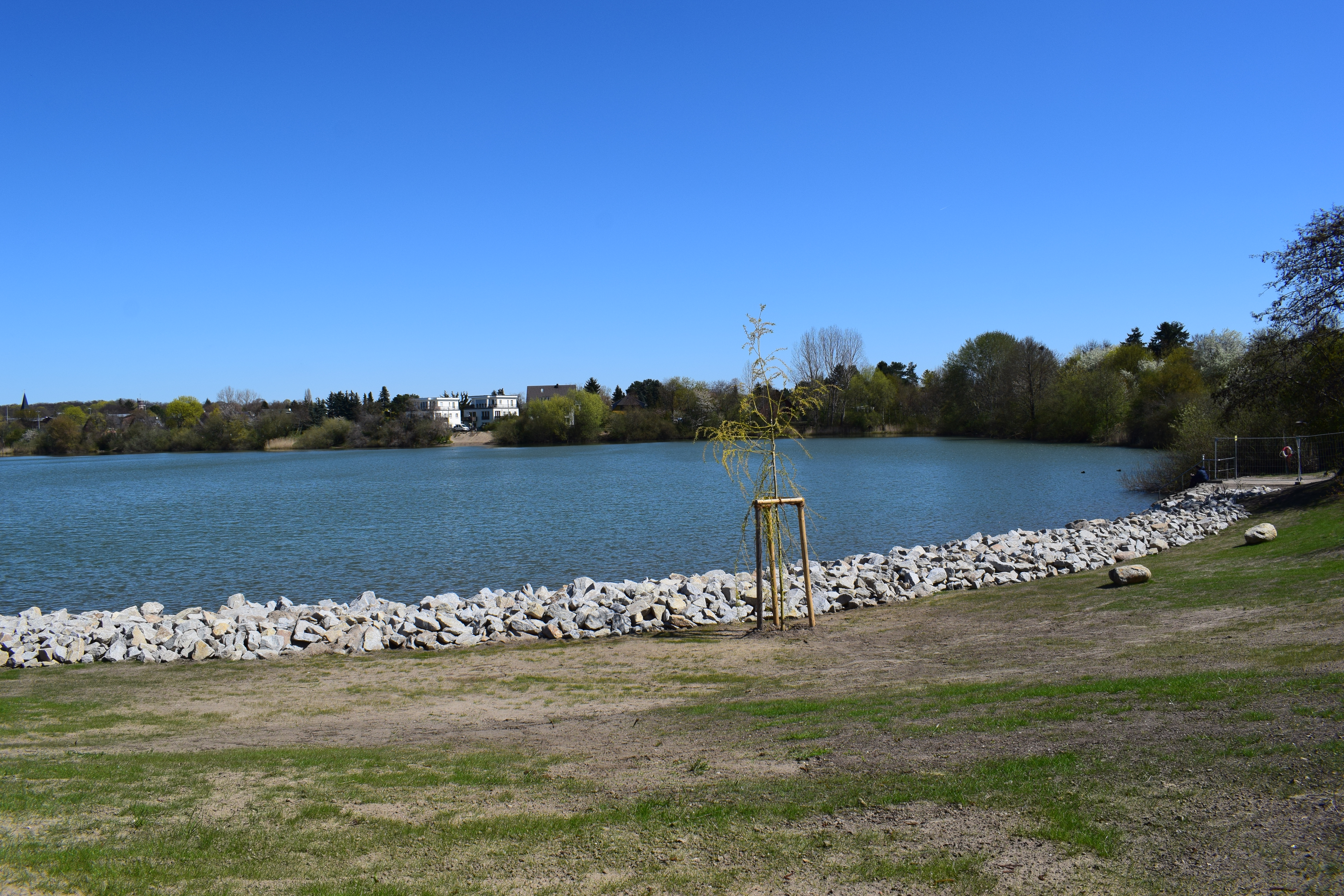
Liegewiese am Baggersee, 2021

In den Sommermonaten wird der Biesdorfer Baggersee als Badesee genutzt, obwohl er aufgrund der schlechten Wasserqualität nicht zum Baden freigegeben ist.
Im Frühjahr 2021 wurde die Badestelle auf Veranlassung der Bezirksstadträtin Nadja Zivkovic unbrauchbar gemacht, indem für rund 90.000 Euro eine Gesteinsböschung zwischen Liegewiese und See angelegt wurde.